# Rozpucz lepiężnikowiec
Rozpucz lepiężnikowiec (Liparus glabrirostris) – owad z rzędu chrząszczy. Największy przedstawiciel rodziny ryjkowcowatych występujący w Polsce, osiąga długość 18,3 mm. Ciało czarne, lśniące. Na przedpleczu i pokrywach skrzydeł jasne punkciki i plamy. Ryjek i przedplecze zbliżonej długości.
Osobniki dorosłe można spotkać w dzień, od kwietnia do lipca. Żywią się lepiężnikami. Larwy żerują w kłączach roślin z rodzin astrowatych i selerowatych. Owad występujący głównie w górach (Karpatach, Beskidach, Sudetach), na nizinach występuje rzadko (Pojezierze Pomorskie i Mazurskie).

## Linki zewnętrzne

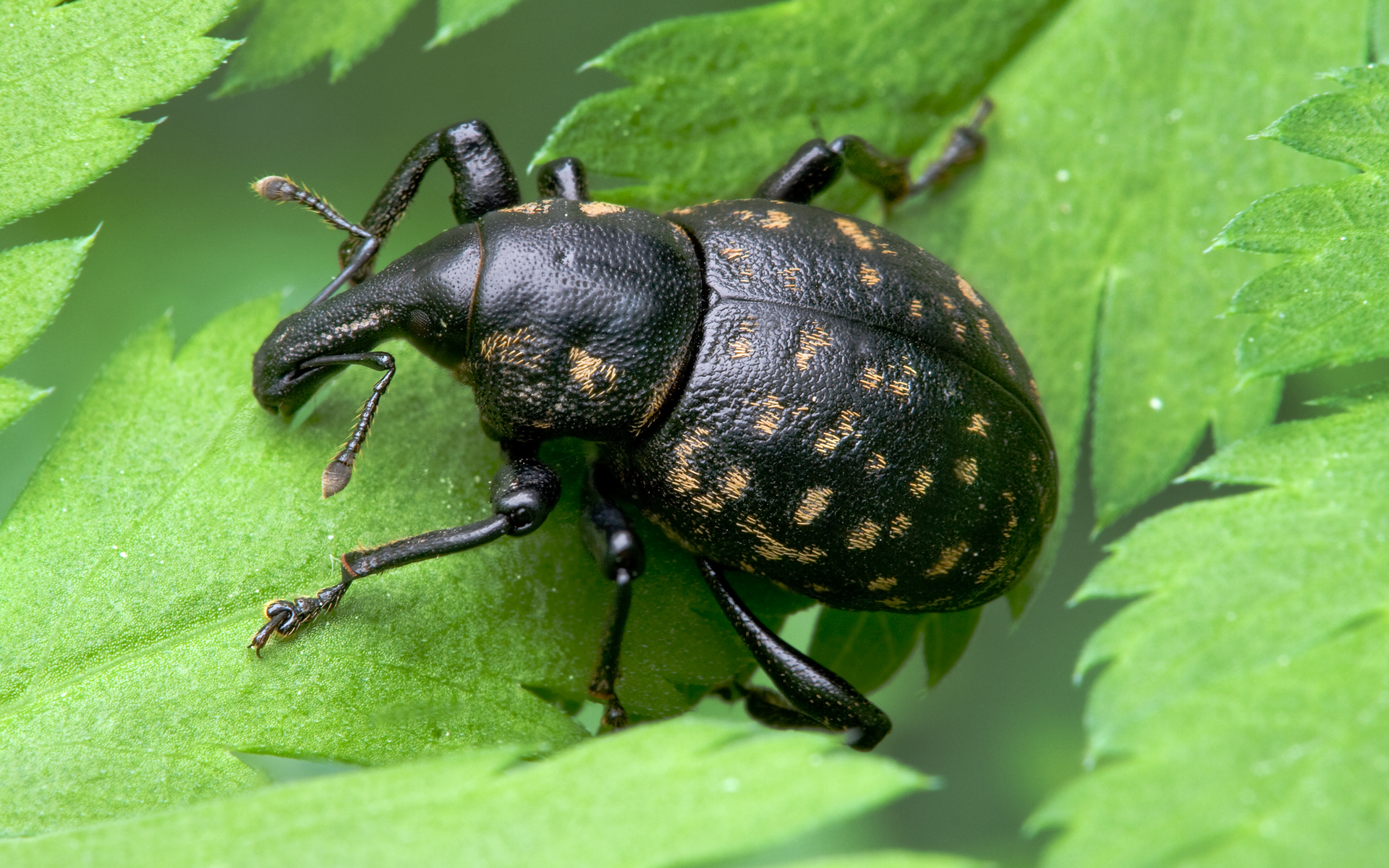
Rozpucz lepiężnikowiec